# ساس‌های سپرفلزی
ساس‌های سپرفلزی یا ساس‌های جواهر یک خانواده از نیم‌بالان هستند. این ساس‌ها به دلیل رنگ‌بندی درخشان خود به نام ساس جواهر معروفند. این ساس‌ها همچنین به دلیل گسترش بخش آخر قفسه سینه بر روی شکم و بال، ساس‌های سپر پشت نیز شناخته می‌شوند.